# Bismutină
Bismutina (IUPAC: bismutan) este un compus anorganic cu formula BiH3, fiind astfel o hidrură de pnictogen. Este un compus instabil și se descompune la bismut metalic la temperaturi mai mici de 0 °C. Prezintă o structură moleculară piramidală, unghiurile legăturilor H-Bi-H fiind de aproximativ 90°.